# Алтынкёпрю
Алтынкёпрю (араб. ألتن كوبري‎, тур. Altınköprü) — город на севере Ирака, расположенный на территории мухафазы Киркук.

## Этимология
Название города имеет тюркское происхождение и переводится как «золотой мост» (тур. Altınköprü).

## Географическое положение
Город находится в северной части мухафазы, на обоих берегах реки Малый Заб, на высоте 284 метров над уровнем моря.

Алтынкёпрю расположен на расстоянии приблизительно 35 километров к северо-западу от Киркука, административного центра провинции и на расстоянии 260 километров к северу от Багдада, столицы страны.

## Население
На 2012 год население города составляло 9 275 человек. В национальном составе преобладают туркоманы.

## Транспорт
Через город проходит автомагистраль, соединяющая города Эрбиль и Киркук. Ближайший гражданский аэропорт расположен в Киркуке.